# Полимбетов, Сейтжан
Сейтжан Полимбетов (каз. Сейітжан Полымбетов; 25 мая 1913, Сырдарьинская область, Российская империя — 22 января 1982) — советский казахский партийный и государственный деятель. Первый секретарь Гурьевского обкома КП(б) / КП Казахстана (1950—1957).

## Биография
Член ВКП(б) с 1939.

### Образование
В 1939 окончил Казахский горно-металлургический институт.

### Трудовая деятельность
- 1931—1941 гг. — секретарь районного колхозсоюза, заведующий отделом Келесского районного колхозсоюза, заместитель начальника районного земельного отдела (Казакская АССР), секретарь Бюро КП(б) Казахстана Казахского горно-металлургического института,
- 1941—1942 гг. — инструктор ЦК КП(б) Казахстана,
- 1942—1943 гг. — заведующий отделом Карагандинского областного комитета КП(б) Казахстана,
- 1943—1947 гг. — первый секретарь Джезказганского районного комитета КП(б) Казахстана (Карагандинская область),
- 1947—1948 гг. — заведующий отделом металлургии и машиностроения ЦК КП(б) Казахстана,
- 1947—1948 гг. — заместитель секретаря ЦК КП(б) Казахстана,
- 1948—1950 гг. — заведующий отделом тяжёлой промышленности ЦК КП(б) Казахстана,
- 1950—1957 гг. — первый секретарь Гурьевского областного комитета КП(б) — КП Казахстана,
- февраль-июнь 1957 г. — министр местной и топливной промышленности Казахской ССР,
- 1957—1959 гг. — председатель СНХ Алма-Атинского экономического административного района,
- 1959—1961 гг. — председатель Государственного комитета СМ Казахской ССР по надзору за безопасным ведением работ в промышленности и горному надзору,
- 1961—1968 гг. — председатель Казахского республиканского Совета профсоюзов,
- 1968—1975 гг. — заведующий отделом тяжёлой промышленности Управления делами СМ Казахской ССР.

Депутат Верховного Совета СССР VI созыва.
С 1975 г. на пенсии.
Скончался 22 января 1982 года в Алма-Ате, похоронен на Кенсайском кладбище.

## Награды и звания
Награждён двумя орденами Трудового Красного Знамени.